# گومسوسان
گومسوسان (به لاتین: Geumsusan) یک کوه در کره جنوبی است که در Chungcheongbuk-do, South Korea واقع شده‌است. گومسوسان ۱٬۰۱۶ متر بالاتر از سطح دریا واقع شده‌است.